# Научно-исследовательский институт киноискусства
Научно-исследовательский институт киноискусства – образованный в 1973 году главный центр киноведческих исследований в СССР, а затем в Российской Федерации. Расформирован в 2018 году.

## История
Научно-исследовательский институт киноискусства был учреждён по распоряжению Совета Министров СССР 21 сентября 1973 года как Научно-исследовательский институт теории и истории кино Госкино СССР. Однако идея его создания возникла гораздо раньше — в 1929 году, когда был создан Научно-исследовательский кинофотоинститут, в структуру которого вошёл отдел истории и теории кино. Позднее проблематику отдела взял на себя одноимённый сектор, основанный в 1947 году по инициативе С. М. Эйзенштейна в Институте истории искусств АН СССР. В 1973 году, после официального распоряжения об образовании института, его сотрудники составили ядро нового научного коллектива. Институт расположился в старинном трехэтажном особняке Зиминых в Дегтярном переулке — в самом центре Москвы, рядом с улицей Горького. 
Первым директором института стал Владимир Евтихианович Баскаков, который до этого работал первым заместителем председателя Госкино СССР. Армен Медведев писал о нём:

Он делал в киноведении то, что другие могли позволить себе роскошь не делать. И польза этого особо обнаружилась, когда опальный государственный деятель в 1974 году взялся за создание Научно-исследовательского института теории и истории кино. Создал, собрал. Да так, что и по сию пору наш институт называют по старой памяти «баскаковским». Сам он продолжал творить в основном «идеологически правильно», сознательно прикрывая своих вольнодумных питомцев, из которых выросли люди крупные.
Уже с момента образования в штат института вошли такие учёные-киноведы, как Сергей Юткевич, Ростислав Юренев, Юрий Ханютин, Сергей Дробашенко, Евгений Громов, Леонид Козлов, Мирон Черненко, Марк Зак, Виктор Листов, Майя Туровская, Людмила Погожева, Марианна Шатерникова и др. 
В 1974 году институт развернул фактическую деятельность.
С самого начала его руководство и научные сотрудники приступили к разработке программы комплексных исследований кинематографа на современном научно-методологическом уровне. Это в первую очередь систематическое изучение истории советского кино и современного кинопроцесса. Затем исследование мирового кино, его прошлого и настоящего. Наряду с этим развитие новой научной дисциплины — киносоциологии.
В 1975 году в институте был создан Совет по координации научно-исследовательской деятельности в области киноведения.
НИИ теории и истории кино достаточно быстро стал не только центром советского киноведения, но и авторитетным участником кинематографического процесса. Научно-практические конференции, творческие встречи с мастерами кино, педагогическая и культурно-просветительская деятельности, содействие отборочным комиссиям Московского международного кинофестиваля и «Совэкспортфильма» — все это в 1970–1980-е годы способствовало укреплению научной и общественной репутации нового учреждения.
Приказом Госкино СССР от 10 февраля 1980 года институт был переименован во Всесоюзный научно-исследовательский институт киноискусства. 
В 1984 году в институте работали 8 докторов и 57 кандидатов наук. В нём было четыре научных отдела: марксистско-ленинской эстетики и теории кино, советского кино, зарубежного кино, отдел социологии. Отдел советского кино имел два сектора: кино народов СССР, истории советского кино. В отделе зарубежного кино было три сектора: кино социалистических стран, кино капиталистических стран (с группой кино развивающихся стран), критики буржуазных идеологических концепций киноискусства. Три сектора было и в отделе социологии: социологии кино, исследования аудиовизуальных средств (здесь изучались взаимоотношения кино и телевидения), координации методологии и методики социологических исследований кинематографа. В институте работали также редакционно-издательский отдел и фильмографическая и библиографическая службы. Майя Туровская вспоминала:

Наш институт был вообще большой радостью для нас. Со всех точек зрения. Для нас, участников этого дела. И большой возможностью заниматься тем, что было интересно. Но по своим моделям, по структурным своим качествам он был удивительно советским явлением.
В 1987 году директором института был избран писатель Алесь Адамович, который тут же взял курс на радикальную перестройку и решительный расчёт с прошлым. При нём возник замысел новой истории отечественного кино – цикла коллективных монографий «Кино и революция», «Кино и сталинизм», «Кино оттепели», «Кино в эпоху застоя», «Кино и перестройка». В этот период началось исследование истории цензуры и идеологических гонений в кинематографе. Леонид Козлов вспоминал о новом директоре:

Стиль Адамовича в руководстве коллективом отличался одной замечательной особенностью (…) — он умел ценить многоголосье точек зрения. Будучи истинно крупной личностью, которая неизбежно накладывала свой отпечаток на многое, что происходило в институте, Адамович отличался ещё и тем, что умел не мешать.
В 1988 году в институте начал издаваться историко-теоретический журнал «Киноведческие записки», главным редактором которого стал Александр Трошин.
29 мая 1992 года институт получил новое название: Научно-исследовательский институт киноискусства. В 1994 году его возглавила Людмила Михайловна Будяк. Несмотря на проблемы финансирования и материального обеспечения института, ей удалось сохранить кадровый костяк, продолжить выпуск научных трудов, а также поддерживать в порядке научные фонды и здание. Дмитрий Караваев вспоминал:

В начале 90-х финансирование приобрело скачкообразный и малопредсказуемый характер. Были, безусловно, драматические коллизии, когда нашему директору Людмиле Будяк приходилось отстаивать наше право на жизнь, бегать по кабинетам, пускать в ход старые связи по киноведческому цеху и т. д. (...) Мы смогли остаться в нынешнем статусе, может быть, потому, что наш институт — организация сравнительно небольшая и для ее жизнеобеспечения нужно не так уж много.
С января 2005 года институт находился в ведении Министерства культуры Российской Федерации. 3 ноября 2009 года Совет по развитию отечественной кинематографии при Правительстве Российской Федерации принял решение о создании на базе Всероссийского государственного университета кинематографии федерального научно-образовательного центра. В конце 2010 года институт был формально присоединён к ВГИКу. В 2011 году его директором стал Дмитрий Львович Караваев.
В апреле 2012 года под предлогом «государственной необходимости» институт окончательно вошёл в состав ВГИКа, но до января 2015 года оставался в своём здании в Дегтярном переулке. В этот период руководство ВГИКа сократило более четверти ставок и перевело многих научных сотрудников на полставки. Стала сокращаться и издательская деятельность. В 2018 году последовало окончательное упразднение института.